# Acido asclepico
L'acido asclepico (o acido cis-vaccenico) è un acido grasso a 18 atomi di carbonio, avente formula condensata  C17H33COOH.
È un acido omega 7 come l'acido palmitoleico. Entrambi sono tra i principali acidi grassi presenti nei batteri, compresi quelli della flora intestinale.
Identificato nei tessuti animali ed in particolare nel cervello del cavallo dove svolgerebbe azione emolitica.
La sua biosintesi più probabile avviene tramite elongasi dall'acido palmitoleico, ma sono stati proposti percorsi che prevedono lo spostamento del doppio legame dell'acido oleico dalla posizione 9 alla posizione 11.
Si trova anche in concentrazioni rilevanti in alcuni oli vegetali come quello di Asclepias syriaca  da cui prende il nome .
| Oli vegetali con concentrazioni significative di acido asclepico | Oli vegetali con concentrazioni significative di acido asclepico |
| nome pianta                                                      | concentrazione (%)                                               |
| ---------------------------------------------------------------- | ---------------------------------------------------------------- |
| Asclepias syriaca                                                | 15                                                               |
| Paullinia elegans                                                | 14                                                               |
| Hippophae rhamnoides                                             | 6,8                                                              |
| Macadamia integrifolia                                           | 4,6                                                              |
| Brassica napus                                                   | 2,4                                                              |